# Phyllogomphoides nayaritensis
Phyllogomphoides nayaritensis – gatunek ważki z rodziny gadziogłówkowatych (Gomphidae).